# Jules Lemaître
François Élie Jules Lemaître (27 de abril de 1853 - 4 de agosto de 1914) fue un crítico y escritor de drama francés.

## Biografía
Lemaître era turenés: nació en Vennecy, Loiret. Trabajó como profesor en la Universidad de Grenoble cuando ya era reconocido por sus críticas literarias, y en 1884 renunció a su cargo para dedicarse a la literatura. Sucedió a JJ Weiss como el crítico teatral del Journal des Débats, y más tarde ocupó la misma posición en el Revue des Deux Mondes; Gustave Lanson afirma que su estilo en estas críticas es impresionista: cree que todos los principios estéticos son ilusorios y solo cuentan las "impresiones" inmediatas. Sus estudios literarios fueron recopilados con el título Les Contemporains (7 series, 1886-1899), y sus folletines dramáticos, como Impressions de théàtre (10 series, 1888-1898).
Publicó dos volúmenes de poesía: Les Médaillons (1880) y Petites orientales (1883); también publicó algunos volúmenes de contes, entre los que se encuentra En marge des vieux livres (1905). 
Fue admitido en la Academia francesa el 16 de enero de 1896. Dio a conocer su posición política monárquica y nacionalista en La Campagne nationaliste (1902), una serie de conferencias que brindó en el interior de Francia, junto a Godefroy Cavaignac. Condujo una campaña nacionalista en el Écho de Paris, y se desempeñó por un período como presidente de la Ligue de la Patrie Française. Renunció en 1904 y durante el resto de su vida se dedicó exclusivamente a escribir.

## Obras
Poesía
- Les Médaillons (1880)
- Petites Orientales (1883)

Críticas
- La Comédie après Molière et le théâtre de Dancourt, presentada en la Facultad de Letras de París (1882)
- Quomodo Cornelius noster Aristotelis poeticam sit interpretatus, presentada en la Facultad de Letras de París  (1882)
- Les Contemporains. Études et portraits littéraires (7 series, 1886-1899 ; 8ª serie póstuma)
- Impressions de théâtre (10 series, 1888-1898)
- L'Imagier, études et portraits contemporains (1892)
- Jean Racine (1908)
- Fénelon (1910)
- Châteaubriand (1912)
- Les Péchés de Sainte-Beuve (1913)

Obras de teatro
- Révoltée, pieza en cuatro actos, París, Théâtre de l'Odéon, 9 de abril de 1889
- Le Député Leveau, comedia en cuatro actos, París, Théâtre du Vaudeville, 16 de octubre de 1890
- Mariage blanc, drama en tres actos, París, Comédie-Française, 20 de marzo de 1891
- Flipote, comedia en tres actos, París, Théâtre du Vaudeville, 22 de febrero de 1893
- Le Pardon, comedia en tres actos, París, Comédie-Française, 11 de febrero de 1895
- L'Âge difficile, comedia en tres actos, París, Théâtre du Gymnase, 29 de enero de 1895
- La Bonne Hélène, comedia en dos actos, en verso, París, Théâtre du Vaudeville, 31 de enero de 1896
- L'Aînée, comedia en cuatro actos, París, Théâtre du Gymnase, 6 de abril de 1898
- Bertrade, comedia en cuatro actos, París, Théâtre de la Renaissance, 4 de noviembre de 1905
- Le Mariage de Télémaque, comedia en cinco actos, música de Claude Terrasse, libreto escrito con Maurice Donnay, París, Opéra-Comique, 4 de mayo de 1910
- Kismet, conte arabe d'Edward Knoblauch, París, Théâtre Sarah Bernhardt, 18 de diciembre de 1912
- Un salon (1924, póstumo)
- La Massière, comedia en cuatro actos, París, Théâtre de la Renaissance, 11 de enero de 1925 (publicado en 1905)

Otros
- Sérénus, histoire d'un martyr. Contes d'autrefois et d'aujourd'hui (1886)
- Dix contes (1890)
- Les Rois, roman (1893)
- La Franc-maçonnerie (1899)
- Contes blancs : la Cloche ; la Chapelle blanche ; Mariage blanc (1900)
- En marge des vieux livres, cuentos (1905 y 1907)
- La Vieillesse d'Hélène. Nouveaux contes en marge (1914)